# 新第聂伯罗夫卡 (瓦西里夫卡区)
新第聂伯罗夫卡（烏克蘭語：Новодніпровка），是烏克蘭東南部扎波羅熱州瓦西里夫卡區布拉霍维申卡市镇内的村落。始建於1920年，面積3.56平方公里，2001年人口1,644，人口密度每平方公里461.5人。